# Michel F. April
Michel F. April est compositeur, arrangeur, ingénieur du son et réalisateur. Il a réalisé plus d'une vingtaine d'albums et composé la musique de plus de vingt-cinq séries télévisuelles et/ou indicatifs musicaux. Il réside présentement dans la grande région de Montréal et travaille à la composition et l'orchestration de musiques originales pour divers jeux vidéo et films à venir en 2010-11[Passage à actualiser]. Il produit aussi actuellement des bandes sonores originales pour les éditeurs Studio 51  et Score Keepers Music.

## Biographie
Issu d'une famille où la musique est omniprésente, Michel F. April commence sa formation musicale dès l'âge de sept ans et se met presque aussitôt à la composition. Sa passion pour la musique l'amène à suivre une formation académique d'abord en privé en percussion classique pour cheminer jusqu'à des études au Conservatoire de musique de Hull avec Thomas Cavanagh. À l'âge de 14 ans, il étudie à l'école secondaire de LaSalle à Ottawa en concentration art, en art visuel et en percussion classique avec Ian Bernard , premier percussionniste de l'orchestre symphonique du Centre national des Arts à Ottawa. La même année, il est dirigé par le maestro Paolo Bellomia  au sein de l'orchestre à de LaSalle. De retour à Hull l'année suivante, il continue sa formation musicale avec Micheline Gaudreau. Arrivé à Montréal, il intègre le programme du Collège St-Laurent en percussion classique avec Jean-Guy Plante puis en batterie jazz avec Philippe Kaiser et suit la formation rythmique développée par Émile Jaques-Dalcroze. Dès sa deuxième année au collège, il se joint au Big Band St-Laurent et se mérite le « Outstanding Drumset Player Award » du MusicFest Canada (1989). Au cours de ses études au Collège St-Laurent, Michel F. April étudie avec des grands noms de la musique jazz tels que Lorraine Desmarrais, Jean-Pierre Zanella et Luc Beaugrand.
Depuis la fin de ses études, Michel F. April travaille comme instrumentiste, ingénieur du son et réalisateur pour de nombreux albums de chansons. Il compose et arrange également la musique de plus de vingt-cinq émissions et séries télévisuelles et plus de deux-cents «cue» pour le cinéma et la télévision. Ses pièces musicales et ses chansons sont entendues sur les réseaux de radio et de télévision de plus de 25 pays à travers le monde soit aux États-Unis, au Canada, en Europe, au Moyen-Orient, en Asie et en Australie. Outre ses performances en studio, Michel a de nombreux spectacles à son actifs en tant que directeur musical dont la création Un rendez-vous dans l'irréel. Ce spectacle, présenté à la Cinquième salle de la Place des Arts de Montréal, est doublé d'un album du même titre, sorti sur étiquette EMI Canada.

## Filmographie partielle
1995-2010
- L'Arctique en pleine mutation, série Découverte, production Radio-Canada[1],[2],[3].
- The Arctic Meltdown, série The Nature of Things, production CBC Television : « The Arctic Passage », « Adapting to Change », « A Changing World ».
- France Castel[4], production le Groupe Sagittaire (émission TV)
- Mia Ridez « http://www.telefilm.gc.ca/data/production/prod_494.asp?cat=TV&g=DOC&y=2002 »(Archive.org • Wikiwix • Archive.is • Google • Que faire ?) (consulté le 28 avril 2013), production le Groupe Sagittaire (émission TV)
- Raymond Charette[5], production le Groupe Sagittaire (émission TV)
- Jean-Paul Nolet[6], production le Groupe Sagittaire (émission TV)
- La maison des grands fous, production le Groupe Sagittaire (émission TV)
- L'hôpital vétérinaire de St-Hyacynthe, production le Groupe Sagittaire (émission TV)
- Un chapelet de miracle, production le Groupe Sagittaire (émission TV)
- Le vieux pen, production le Groupe Sagittaire (émission TV)
- Cocomposition et production du thème de l'émission de sport 110 % (TQS)
- Composition et production du thème des émissions La victoire de l'amour (TVA), Évangélisation 2000 (TVA et TQS).
- Composition et production du thème de la série « Les sentiers de ma vie » sur Jean Lapointe, production Sogestalt[7]
- Les sentiers de ma vie : émission 1, émission 2, émission 3 et émission 4
- Composition et production de musique pour Alliance Vivafilm (Bandes annonces)
- Direction musicale et adaptation de la publicité « Chef Boyardee » (Martel et cie)

## Discographie partielle
- 1987 Synchro, Synchro, production indépendante, batteur
- 1989 Benoît Martel, Musicor, arrangeur, compositeur, musicien, compositeur
- 1990 Gilles Valiquette, disque PGV, batteur, claviériste
- 1990 Manon d’Inverness, PGV, coréalisateur, musicien
- 1993 Noir et blanc, Noir et blanc, BMG Entertainment,  batteur, claviériste
- 1995 Kent Lewis, production indépendante, musicien, arrangeur, réalisateur
- 1996 Thérèse Gabriel, disques Mésange, arrangeur, réalisateur
- 1996 Renée Flageole / Batteur /Warner Music Group
- 1997 Annie Berthiaume, production indépendante, batteur
- 1997 Valérie Garon, Les productions Valdez, batteur
- 1999 Claire Scott, production indépendante, arrangeur, réalisateur, sonorisateur
- 2001 Miguel Padilla, production indépendante, compositeur, arrangeur, réalisateur
- 2003 Miguel Padilla, Dévotion, EV 2000, compositeur, arrangeur-musicien, sonorisateur, réalisateur
- 2003 Un rendez-vous dans l’irréel, EMI Group, compositeur, arrangeur-musicien, sonorisateur, réalisateur
- 2004 Je mens, Lise Boyer , Disque Foug, compositeur, arrangeur-musicien, sonorisateur, réalisateur
- 2004 Maryse, Maryse, Disque Foug, compositeur, arrangeur-musicien, sonorisateur, réalisateur
- 2004 Miguel Padilla, Mes prières, EV2000, compositeur, arrangeur-musicien, sonorisateur, réalisateur
- 2005 Caroline Marcoux Gendron, Production PLM, compositeur, arrangeur-musicien, sonorisateur, réalisateur
- 2005 Lapointes, Jean-Marie Lapointe et Jean Lapointe, Musicor, réalisateur, ingénieur du son
- 2006 Miguel Padilla, EV 2000, compositeur, arrangeur-musicien, sonorisateur, réalisateur
- 2007 Anne-Sophie Hoffmann, compositeur, arrangeur-musicien, sonorisateur, réalisateur
- 2008 CD12, Scherrer media, compositeur, arrangeur-musicien, sonorisateur, réalisateur